# Östen Mäkitalo
Östen Mäkitalo (Koutojärvi, 27 augustus 1938 – 16 juni 2011) was een Zweeds elektrotechnisch ingenieur. Hij wordt gezien als de vader van het "Nordiskt mobiltelefonisystem" of Noords mobiele telefoniesysteem (NMT) en van de eerste mobiele telefoon.

## Opleiding en beroepsactiviteit
Hij studeerde aan de Kungliga Tekniska högskolan (KTH) en in 1961 begon hij zijn carrière bij telefoonmaatschappij Televerket (het huidige TeliaSonera), hij werkte daar aan beter geluid van de telefoons. Daarna werkte hij succesvol aan de draadloze toestellen en de ontwikkeling van de eerste GSMs.
Mäkitalo won diverse prijzen:
- 1987 - IVA:s guldmedalj van de Koninklijke Zweedse Academie voor Ingenieurswetenschappen
- 1994 - KTH:s stora pris van de Kungliga Tekniska högskolan
- 2001 - Hans Majestät Konungens medalj Een hoog Zweeds koninklijk ereteken

Hij werd in 1991 gelauwerd met een eredoctoraat van de Technische Universiteit Chalmers.
Sinds 2012 wordt door TeliaSonera een Östen Mäkitalo Award toegekend aan ondernemers en wetenschappers. Het wetenschappelijk comité dat de prijs toekent wordt geleid door academici van de Stockholm School of Economics.